# Donington le Heath Manor House Museum
Donington le Heath Manor House Museum er en middelalderlig engelsk herregård fra 1200-tallet, der ligger i Donington le Heath ved byen Coalville i Leicestershire. En ejer var i familie med en deltager i Krudtsammensværgelsen. I dag drives den af Leicestershire County Council og er et af de tidligst bevarede eksempler på civil middelalderlig arkitektur.

## Historie
Den er sandsynligvis opført i 1290. Det bygger på byggestil og årringsdatering (dendrokronologi) af tømmeret. Huset i Donington blev nok bygget mellem 1288 og 1295.
Der er spor efter en kraftig modernisering omkring 1618, som en årringsdatering bekræfter. På den tid blev de lagerrum, som lå nedenunder, ombygget til køkken. Det blev lagt nyt tag, flere af rummene ovenpå blev ombygget og der kom en indendørs trappe. Den tydeligste tilføjelse er de sprossede vinduer. Det var sandsynligvis ejet af John Digby, hvis ældre bror, Everard Digby, var en af Guy Fawkes' gode venner. Everard blev henrettet i 1606 for meddelagtighed i krudtsammensværgelsen.
Fra 1670 til 1960 blev huset lejet ud, og i 1965 købte Leicestershire County Council herregården for at bevare den. Den åbnede som museum i 1973.

## Literatur
- Leicestershire County Council historical records
- McLoughlin, V. (1999) Donington le Heath Manor House and its Connection with the Families of Donington and Hugglescote. Produced for the Friends of Donington le Heath, 1999 and 2000.
- Nichols, John (1811) The History and Antiquities of the County of Leicester